# Klukwinskij
Klukwinskij (ros. Клюквинский) – osiedle typu wiejskiego w zachodniej Rosji, w sielsowiecie lebiażenskim rejonu kurskiego w obwodzie kurskim.

## Geografia
Miejscowość położona jest 10 km od centrum administracyjnego sielsowietu (Czeriomuszki), 5 km na południowy wschód od centrum administracyjnego rejonu (Kursk), 0,8 km od trasy europejskiej E38 (Ukraina – Rosja – Kazachstan).
W osiedlu znajdują się 43 posesje.
Klimat
Miejscowość, jak i cały rejon, znajduje się w strefie klimatu kontynentalnego z łagodnym ciepłym latem i równomiernie rozłożonymi opadami rocznymi (Dfb w klasyfikacji klimatów Köppena).

## Demografia
W 2010 r. osiedle zamieszkiwało 90 osób.